# Tinidazolo
Il tinidazolo è un antimicrobico particolarmente efficace sui batteri anaerobi e in caso di infezioni sostenute da parassiti e protozoi. È ampiamente utilizzato in tutta Europa e in molti paesi in via di sviluppo per il trattamento delle infezioni amebiche e da giardia lamblia. È stato sviluppato nel 1972. In Italia il farmaco è venduto dalla società farmaceutica Mipharm S.p.A. con il nome commerciale di Trimonase e dalla società Pfizer con il nome di Fasigin, nella forma farmaceutica di compresse da 500 mg.

## Farmacodinamica
Il farmaco possiede attività amebicida, trichomonicida e battericida. Gli organismi Trichomonas sembrano in grado di ridurre il gruppo nitroimidazolico di tinidazolo e dar luogo al radicale libero nitro, che da molti autori è ritenuto il responsabile dell'attività anti-infettiva del farmaco. Stando infatti a dati in vitro, il rilascio di nitriti sembra essere una causa di danno al DNA batterico. Inoltre il tinidazolo sembra causare variazioni delle basi del DNA nelle cellule batteriche e rotture del filamento di DNA in cellule di mammifero. Non è invece chiaro quale sia il meccanismo di azione contro Giardia ed Entamoeba histolytica. Per quanto attiene allo spettro d'attività, il tinidazolo è efficace contro diversi protozoi e in particolare Trichomonas vaginalis, Giardia duodenalis o intestinalis ed Entamoeba histolytica. È attivo in vitro contro molti batteri anaerobi compresi alcuni Bacteroides (come ad esempio B. fragilis, B. melaninogenicus), alcuni Clostridium (C. difficile, C. perfringens), Prevotella, Fusobacterium, Peptococcus e Peptostreptococcus. Infine è segnalata l'efficacia anche contro altri organismi, e in particolare Helicobacter pylori e Gardnerella vaginalis. Il farmaco è invece inattivo contro la maggior parte dei Lactobacillus normalmente presenti nell'ambiente vaginale.

## Farmacocinetica
Dopo somministrazione per via orale tinidazolo viene rapidamente e quasi completamente assorbito dal tratto gastrointestinale. Dopo l'assorbimento il farmaco si distribuisce ampiamente in tutti i tessuti biologici ed è in grado di attraversare la barriera emato-encefalica. La concentrazione plasmatica massima (Cmax) viene raggiunta dopo circa 3 ore (Tmax) dall'assunzione. La condizione di steady-state viene raggiunta dopo circa 3 giorni di assunzioni ripetute. Il volume apparente di distribuzione è di circa 50 litri. Il legame con le proteine plasmatiche è del 12%. Tinidazolo oltrepassa la barriera placentare e risulta secreto nel latte. Tinidazolo è ampiamente metabolizzato nell'organismo umano prima di essere escreto. La molecola subisce processi di ossidazione, idrossilazione e coniugazione. Il metabolismo è prevalentemente epatico e vede il coinvolgimento del citocromo P450 nella sua isoforma CYP3A4. L'emivita plasmatica di tinidazolo è di circa 12-14 ore. La molecola viene escreta dal fegato e dai reni. Nelle urine ritroviamo il farmaco immodificato in misura pari al 20-25% della dose somministrata. Circa il 12% del farmaco viene invece eliminato con le feci. I soggetti con alterata funzionalità renale, anche affetti da insufficienza renale severa (clearance della creatinina inferiore a 30 mL/min) non presentano una farmacocinetica significativamente diversa da quella dei soggetti sani. Le diverse etnie possono invece avere un elevato impatto sui parametri farmacocinetici.

## Usi clinici
Il principio attivo, simile al metronidazolo, è dotato di una durata d'azione maggiore, ed è indicato in caso di:
- vaginite da Trichomonas,[10][11]
- vaginosi batterica (infezioni da Gardnerella vaginalis),[12][13]
- infezioni da Entamoeba histolytica[14][15][16] e da Giardia lamblia,[17][18][19] in soggetti con più di tre anni d'età, compreso l'ascesso epatico amebico,[20]
- gastrite cronica da Helicobacter pylori[21].

Se utilizzato per il trattamento della vaginite da Trichomonas viene raccomandato il contemporaneo trattamento del partner, al fine di evitare una possibile reinfezione.

## Dosi terapeutiche
Tinidazolo dovrebbe essere assunto con il cibo per ridurre al minimo l'incidenza di alcuni effetti collaterali gastrointestinali, tra cui il senso di fastidio epigastrico. Il cibo non influenza la biodisponibilità orale della molecola.
- Tricomoniasi

La dose consigliata per entrambi i sessi è di 2 g (pari a 4 compresse) per via orale, in singola somministrazione e da assumersi con il cibo. Dal momento che la tricomoniasi è una malattia sessualmente trasmessa, entrambi i partner sessuali dovrebbero essere trattati con la medesima dose e nello stesso tempo.
- Giardiasi.

La dose raccomandata per gli adulti è di 2 g (pari a 4 compresse) per via orale, in singola somministrazione e da assumersi con il cibo. Nei pazienti pediatrici, purché con più di tre anni di età, la dose consigliata è pari a 50 mg/kg (fino a un massimo di 2 g) sempre da assumersi con il cibo.
- Amebiasi intestinale.

La dose raccomandata per gli adulti è di 2 g al giorno, ma da ripetersi per 3 giorni e da assumersi con il cibo. Nei pazienti pediatrici, sempre se con più di tre anni di età, la dose consigliata è pari a 50 mg/kg (fino a un massimo di 2 g) per 3 giorni successivi e da assumersi con il cibo.
- Ascesso epatico amebico.[22][23][24]

La dose raccomandata per gli adulti è di 2 g al giorno, da ripetersi per 3-5 giorni e da assumersi con il cibo. Nei soggetti pediatrici con più di tre anni di vita, la dose consigliata è pari a 50 mg/kg (fino a un massimo di 2 g) per 3-5 giorni successivi e da assumersi con il cibo. Quando la terapia ha una durata superiore a 3 giorni, anche se vi sono evidenze limitate di trattamenti fino a 5 giorni senza evidenza di segnalazioni di reazioni avverse, i bambini dovrebbero essere attentamente monitorati.
- Vaginosi batterica.

La dose raccomandata (in donne non in gravidanza) è di 2 g per via orale, in un'unica somministrazione, per due giorni e da assumersi con il cibo. In alternativa si può ricorrere a un dosaggio di 1 g (2 compresse) per via orale, in un'unica somministrazione, per 5 giorni e sempre da assumersi con il cibo.
- Gengivite acuta ulcerativa 2 g[25][26]
- Infezioni generiche (causate da anaerobi) 2 g, successivamente dose dimezzata
- Profilassi della chirurgia addominale, 2 g (circa 12 ore prima dell'intervento)[27][28][29]

## Effetti indesiderati
Fra gli effetti collaterali più frequenti si riscontrano vomito, anoressia, vertigini, atassia, cefalea, nausea, ittero.